# Warhammer 40,000: Chaos Gate
Warhammer 40,000: Chaos Gate est un jeu vidéo de tactique au tour par tour développé par Random Games et publié par Strategic Simulations en 1998. Le jeu prend place dans l’univers du jeu de figurines Warhammer 40,000 de Games Workshop et retrace une campagne qui oppose les Space Marines, les troupes d’élites de l’empire humain, à des Marines renégats sous l’influence des dieux du chaos. Le joueur commande une brigade de Space Marines, dont il peut choisir les armes et l'équipement, lors de missions qui l'oppose aux forces du chaos. Le jeu se déroule au tour par tour et le joueur gère ses troupes à la souris et au clavier. Chaque personnage dispose d’un certain nombre de points d’action à chaque tour que le joueur dépense pour lui faire réaliser des déplacements ou des actions. Chaque personnage du jeu possède un nom, des caractéristiques et un équipement spécifique. Au fur et à mesure des combats, ils gagnent de l’expérience et des distinctions, qui leur permettent de devenir plus puissant.

## Trame
Chaos Gate prend place dans l’univers du jeu de figurines Warhammer 40,000 de Games Workshop qui décrit un futur lointain, au XLIe siècle, dans lequel l’empire humain est confronté à de nombreuses menaces. Le jeu retrace une campagne qui oppose les Space Marines, les troupes d’élites de l’empire humain, à des Marines renégats sous l’influence des dieux du chaos. Elle débute sur un système planétaire de l’empire, pour terminer sur des mondes chaotiques dominés par les démons. 

## Système de jeu
Chaos Gate est jeu de tactique au tour par tour qui s’appuie sur le même moteur de jeu que Soldiers at War (1998). Le joueur commande une brigade de Space Marines lors de missions qui l’oppose aux forces du chaos. Au début de chaque mission, il affecte des armes et des équipements aux différents soldats de son escouade. Dans certaines missions, il peut également faire appel à des véhicules blindés comme des chars d’assaut, des robots géants ou des véhicules volant. Une fois  l’escouade sur le champ de bataille, le jeu se déroule au tour par tour et le joueur gère ses troupes à la souris et au clavier. Chaque personnage dispose d’un certain nombre de points d’action à chaque tour que le joueur dépense pour lui faire réaliser des déplacements ou des actions. En matière de déplacement, le joueur peut ainsi ordonner à ses soldats de marcher, de courir et de se mettre à genoux pour réduire les chances d’être touché par un tir adverse. Du côté des actions, le jeu propose différentes options de tir, qui peut être plus ou moins précis ou être effectué lors du tour adverse. Les soldats peuvent également utiliser des grenades, par exemple pour toucher un ennemi caché derrière un obstacle. Enfin, les combats peuvent également se faire au corps à corps. Chaque personnage du jeu possède un nom, des caractéristiques et un équipement spécifique. Au fur et à mesure des combats, ils gagnent de l’expérience et des distinctions, qui leur permettent de devenir plus puissant. 

## Accueil
| Chaos Gate            |      |       |
| Média                 | Pays | Notes |
| Cyber Stratège        | FR   | 4/5   |
| GameSpot              | US   | 8/10  |
| Gen4                  | FR   | 3/5   |
| IGN                   | US   | 7/10  |
| Compilations de notes |      |       |
| GameRankings          | US   | 75 %  |